# Jenar Wetan
Jenar Wetan is een bestuurslaag in het regentschap Purworejo van de provincie Midden-Java, Indonesië. Jenar Wetan telt 2059 inwoners (volkstelling 2010).